# Huang Kuo-chang

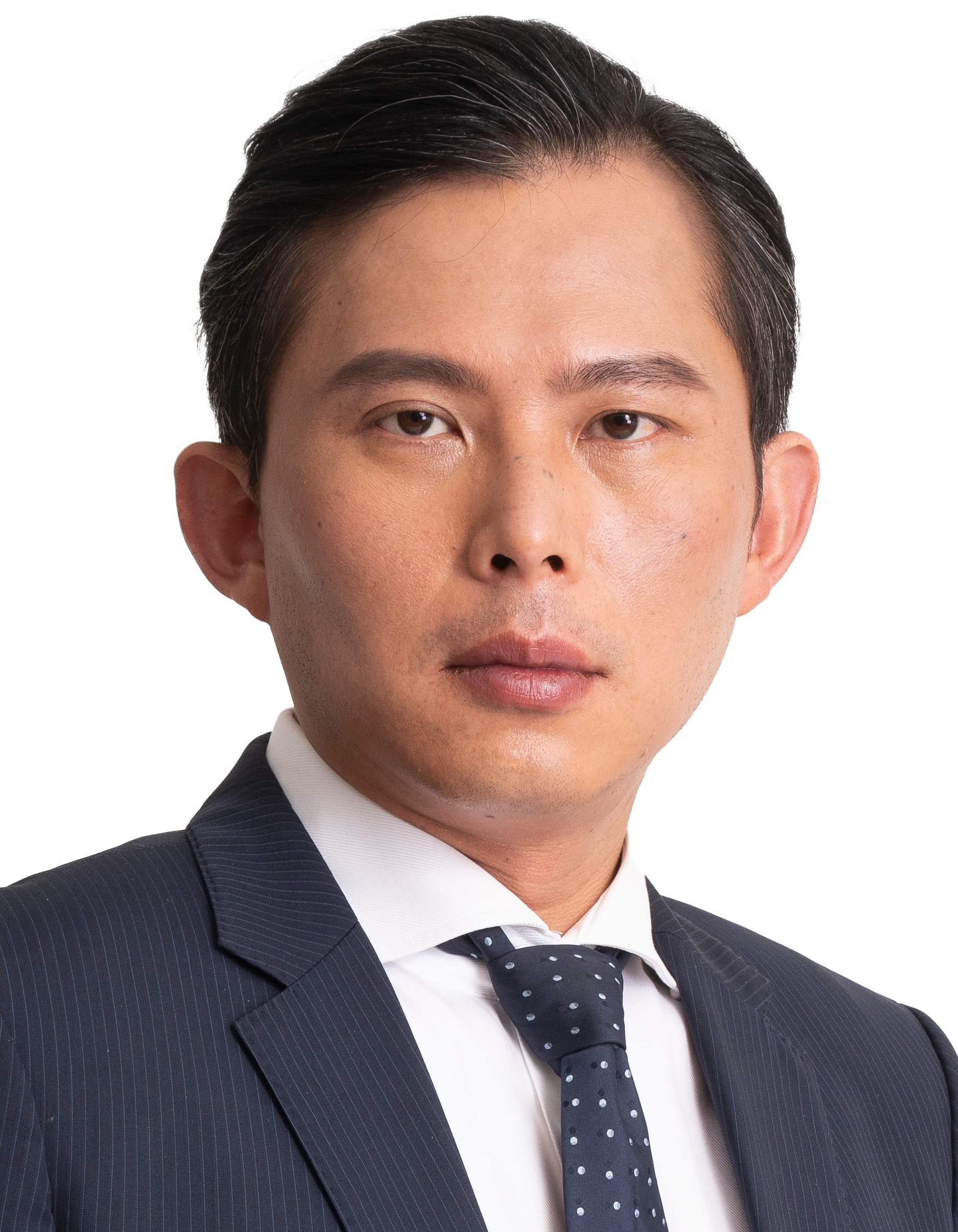
Huang Kuo-chang 2024

Huang Kuo-chang (chinesisch 黃國昌, Pinyin Huáng Guóchāng; * 19. August 1973 in Xizhi, Taiwan) ist ein taiwanischer Wissenschaftler und Politiker der Taiwanischen Volkspartei (TPP), deren geschäftsführender Vorsitzender er seit dem 1. Januar 2025 ist. Außerdem ist er Fraktionsvorsitzender der TPP im Legislativ-Yuan, dem taiwanischen Parlament.

## Frühe Karriere

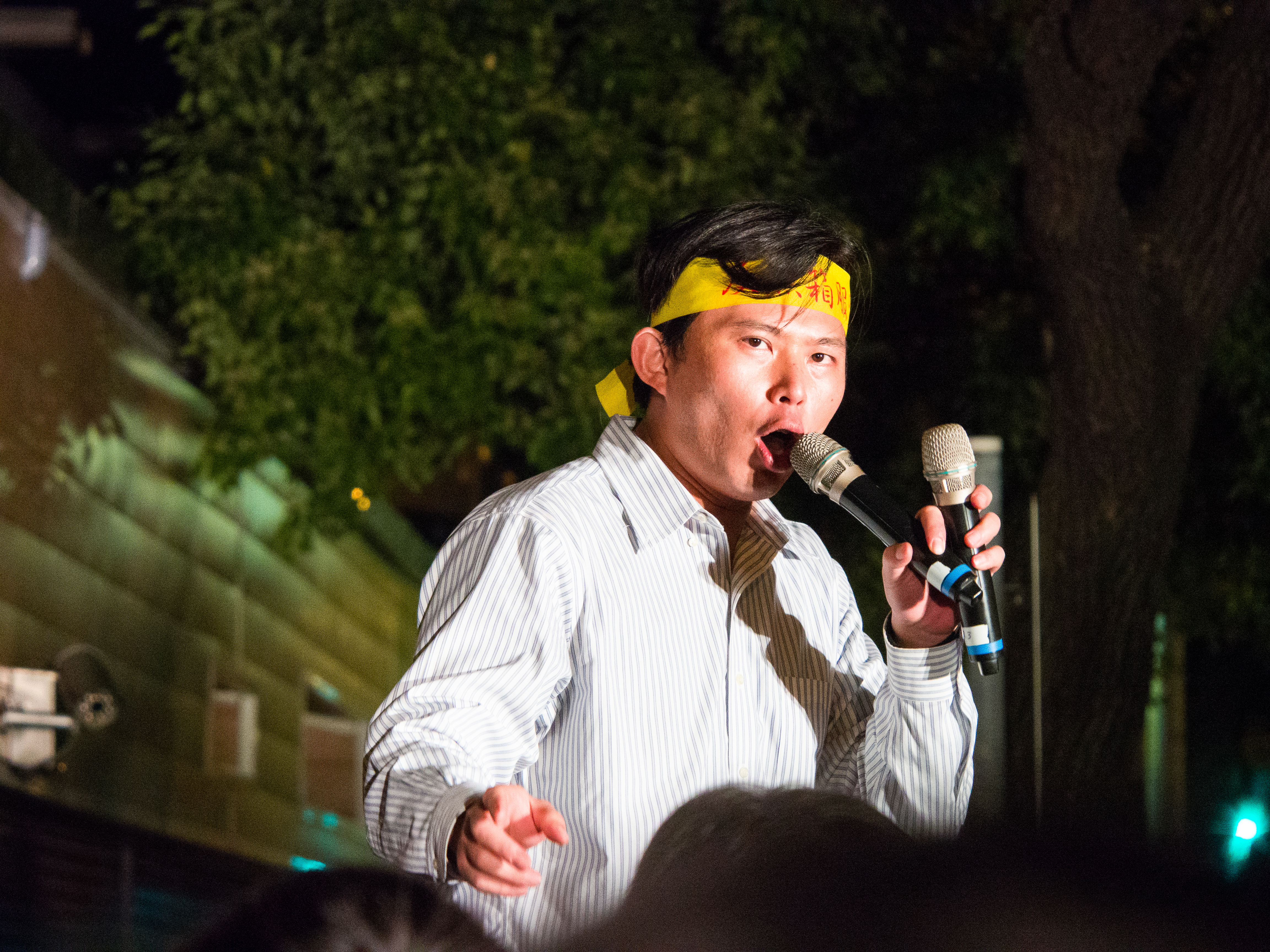
Huang während der Sonnenblumen-Bewegung im Frühjahr 2014

Huang studierte Rechtswissenschaften an der Nationaluniversität Taiwan, an der er 1995 graduierte. Nach zweijähriger Tätigkeit als Anwalt ging er zu weiteren Studien in die USA und erwarb einen Master- sowie einen Doktortitel an der Cornell University. Von 2006 bis 2015 gehörte er der Academia Sinica (Akademie der Wissenschaften der Republik China auf Taiwan) an.
Nach Engagements in verschiedenen Graswurzelbewegungen Taiwans trat Huang vor allem während der Sonnenblumen-Bewegung im März und April 2014 in der Öffentlichkeit auf und schloss sich der aus der Bewegung entstandenen New Power Party (NPP) an, als deren Vorsitzender er ab dem 13. September 2015 fungierte. Bei der taiwanischen Parlamentswahl am 16. Januar 2016 gewann Huang den Wahlkreis 12 in Neu-Taipeh und war danach im Parlament als Abgeordneter vertreten.

## Abwahlverfahren
Im Parlament engagierte sich Huang unter anderem für die Legalisierung der gleichgeschlechtlichen Ehe und andere LGBT-Themen und zog damit die Gegnerschaft von konservativen Gruppierungen auf sich. Die 2016 formierte Stabilitätskraft-Allianz in der Großregion Taipeh (北北基安定力量聯盟), eine Vereinigung konservativer, vorwiegend christlicher Gruppierungen, strengte unter dem Vorwurf, Huang habe seine Abgeordnetenpflichten vernachlässigt, indem er sich auf kontroverse Randthemen konzentriert hätte, ein Abwahlverfahren gegen ihn an. Ironischerweise war es gerade die NPP gewesen, die sich sehr für die Revision des Gesetzes zur Wahl und Abberufung von Personen in öffentlichen Ämtern (公職人員選舉罷免法) starkgemacht hatte. Diese Revision hatte 2016 stattgefunden und hatte die zuvor fast unüberwindlichen Hürden, die für eine Abwahl von Abgeordneten zu überwinden waren, drastisch erniedrigt.
Die Wahlentscheidung fand am 17. Dezember 2017 statt. 70.924 der 255.551 Wahlberechtigten des Wahlkreises Neu-Taipeh 12 stimmten ab. Von den gültigen Stimmen waren 48.693 für die Abwahl und 21.748 dagegen. Das Abwahlverfahren war damit gescheitert, da zwar eine Mehrheit der Wähler, aber weniger als 25 % der Wahlberechtigten für die Abwahl gestimmt hatten. Allerdings konnte Huang dieses Ergebnis auch nicht als direkte Unterstützung seiner Politik interpretieren.

## Ausscheiden aus dem Parlament und Parteiwechsel
Im Januar 2019 erklärte Huang, im Februar desselben Jahres nicht erneut für das Amt des Parteivorsitzenden der NPP zu kandidieren, um sich „verstärkt anderen Aufgaben im Bereich der politischen Reformen Taiwans“ zu widmen. Bei der Parlamentswahl 2020 kandidierte Huang in keinem Wahlkreis und stand auf der NPP-Landesliste auf Platz 4. Da die Partei jedoch nur 7,8 Prozent der Wählerstimmen erreichte, konnte sie nur drei Parlamentsmandate besetzen, und Huang zog nicht erneut in den Legislativ-Yuan ein.
Im November 2023 trat Huang aus der NPP aus und wechselte zur Taiwanischen Volkspartei (TPP), über deren Parteiliste er bei der Parlamentswahl im Januar 2024 erneut in den Legislativ-Yuan gewählt wurde und dort als Fraktionsvorsitzender seiner Partei fungiert.
Nach dem Rücktritt Ko Wen-jes übernahm Huang am 1. Januar 2025 das Amt des geschäftsführenden Vorsitzenden der TPP.